# Astrid Benöhr
Astrid Benöhr (* 8. Oktober 1957 in Bergisch Gladbach) ist eine ehemalige deutsche Ultra-Triathletin.

## Werdegang
1987 beendete sie in Finnland ihren ersten Triathlon auf der Langdistanz.
Im Jahre 1989 startete sie beim Ironman Hawaii (Ironman World Championships) und belegte mit einer Zeit von 11:14:20 h den 661. Platz in der Gesamtwertung und Platz 57 bei den Frauen. Sie hatte dabei einen Rückstand von 2:14 h auf die Siegerin Paula Newby-Fraser.
Beim Ironman Europe 1991 im fränkischen Roth belegte sie in einer Zeit von 10:25:15 h. Platz 460 insgesamt und Platz 12 bei den Frauen. Sie hatte dabei einen Rückstand von 1:30 h auf die Siegerin Thea Sybesma.
Bei ihren Teilnahmen am Ultratriathlon im holländischen Almere in den Jahren 1990 belegte sie Platz 180 in der Gesamtwertung und Fünfte bei den Frauen (11:14:14 h) und 1991 Platz 467 in der Gesamtwertung und Platz 13 bei den Frauen (11:37:27 h).
Zwischen 1992 und 2005 gewann Benöhr dreizehnmal den Triple Ultra Triathlon in Lensahn, in dessen Rahmen sie 1998, 2000 und 2003 inoffizielle Weltmeisterin der IUTA wurde. Die IUTA ist ein Verein in Österreich und kein offizieller Verband.
Bei dem Wettkampf in Lensahn handelt es sich um eine nicht von der Deutschen Triathlon Union (DTU) genehmigte Veranstaltung.
Benöhr hält den inoffiziellen Weltrekord über die vierfache Ironman-Distanz.
Sie ist von Beruf biologisch-technische Assistentin. Die Mutter von drei Kindern lebt in ihrer Geburtsstadt Bergisch Gladbach im Bergischen Land.

## Kritik
Bei vielen absolvierten Rennen über die sogenannten „Ultradistanzen“ gab es in den 1990er Jahren keine offizielle Rundenzählung, Zeitmessung oder Dopingkontrollen. Bei den von Benöhr in Luckau und Kerpen absolvierten Veranstaltungen in den 90er Jahren handelte es sich nicht um Wettkämpfe. Sie trat alleine ohne Gegner, Wettkampfleitung, Wettkampfrichter oder Kontrollen an. Die Betreuung ergab sich aus den Personen ihres familiären Umfelds. Die von Benöhr aufgestellte These, sie sei noch schneller als die Männer gewesen, lässt sich nicht belegen und ist unter Berücksichtigung von Ergebnislisten anderer Veranstaltungen zu verneinen. 
Diese Aussage hat sie über die Boulevardpresse bekannt gemacht. Vergleicht man ihre Ergebnisse mit denen von offiziellen Ultrawettkämpfen in Almere, Roth und Hawaii ist sie weder in der Gesamtwertung noch bei den Frauen in der Spitze anzusiedeln. 
Beim DecaTriathlon in Monterrey, Mexico 1998 wurde sie von verschiedenen Zeugen beobachtet, wie sie nachts auf der Laufstrecke unerlaubt abgekürzt hatte. Sie wurde daraufhin von der Wettkampfleitung disqualifiziert.

## Sportliche Erfolge (Auswahl)
| Jahr          | Platz | Wettbewerb                                         | Austragungsort    | Zeit     | Bemerkung                                                                   |
| ------------- | ----- | -------------------------------------------------- | ----------------- | -------- | --------------------------------------------------------------------------- |
| 2005          | 1     | Triple Ultra Triathlon Lensahn                     | Lensahn           | 47:00:23 |                                                                             |
| 2004          | 1     | Triple Ultra Triathlon Lensahn                     | Lensahn           | 43:10:05 |                                                                             |
| 2003          | 1     | Triple Ultra Triathlon Lensahn                     | Lensahn           | 39:49:29 | IUTA-Weltmeisterin                                                          |
| 2001          | 1     | Triple Ultra Triathlon Lensahn                     | Lensahn           | 42:21:58 | IUTA-Europameisterin                                                        |
| 2000          | 1     | Triple Ultra Triathlon Lensahn                     | Lensahn           | 43:36:45 | IUTA-Weltmeisterin                                                          |
| 1999          | 1     | Triple Ultra Triathlon Lensahn                     | Lensahn           | 41:52:27 |                                                                             |
| 1998          | 1     | Triple Ultra Triathlon Lensahn                     | Lensahn           | 41:03:59 | IUTA-Weltmeisterin                                                          |
| 1998          | 1     | Dreifach-Ironman                                   | Grenoble          |          | Siegerin beim Triple-Ultratriathlon vor der Österreicherin Silvia Nußbaumer |
| 1997          | 1     | Triple Ultra Triathlon Lensahn                     | Lensahn           | 41:18:56 |                                                                             |
| 1996          | 1     | Triple Ultra Triathlon Lensahn                     | Lensahn           | 37:54:54 |                                                                             |
| 1995          | 1     | Triple Ultra Triathlon Lensahn                     | Lensahn           | 38:09:29 |                                                                             |
| 1994          | 1     | Triple Ultra Triathlon Lensahn                     | Lensahn           | 38:32:18 |                                                                             |
| 1993          | 1     | Triple Ultra Triathlon Lensahn                     | Lensahn           | 41:44:19 |                                                                             |
| Aug. 1992     | 1     | Triple Ultra Triathlon Lensahn                     | Lensahn           | 39:51:05 |                                                                             |
| 29. Mai 1993  | 14    | Ironman Lanzarote                                  | Puerto del Carmen | 12:55:42 |                                                                             |
| 11. Juli 1992 | 22    | Ironman Europe                                     | Roth              | 10:19:17 |                                                                             |
| 13. Juli 1991 | 12    | Ironman Europe                                     | Roth              | 10:25:15 |                                                                             |
| 17. Aug. 1991 | 18    | ETU Long Distance Triathlon European Championships | Almere            | 11:37:27 | 19. Rang beim Almere-Triathlon                                              |
| 1990          | 5     | Almere-Triathlon                                   | Almere            | 11:14:14 |                                                                             |
| 14. Juli 1990 | 21    | Ironman Europe                                     | Roth              | 10:53:16 |                                                                             |
| 14. Okt. 1989 | 57    | Ironman Hawaii                                     | Hawaii            | 11:14:20 |                                                                             |
| 30. Juli 1988 | 11    | Ironman Europe                                     | Roth              | 11:32:50 | von 17 Frauen im Ziel                                                       |

| Datum/Jahr | Rang | Wettbewerb           | Austragungsort | Zeit     | Bemerkung             |
| ---------- | ---- | -------------------- | -------------- | -------- | --------------------- |
| 2003       | 1    | Königsforst-Marathon | Bensberg       | 03:14:58 |                       |
| 2002       | 1    | Königsforst-Marathon | Bensberg       | 03:21:50 |                       |
| 2001       | 1    | Königsforst-Marathon | Bensberg       | 01:32:57 | Siegerin Halbmarathon |
| 1999       | 1    | Königsforst-Marathon | Bensberg       | 03:14:53 |                       |
| 1995       | 1    | Königsforst-Marathon | Bensberg       | 03:08:42 |                       |

(DNF – Did Not Finish)